# Episodi di Cartoon Planet (prima stagione)
La prima stagione della serie animata Cartoon Planet, composta da 22 episodi, è stata trasmessa negli Stati Uniti, da Cartoon Network, dal 10 settembre 1997 al 4 febbraio 1998.
In Italia è inedita.
| n° | Titolo originale                                | Prima TV USA      |
| -- | ----------------------------------------------- | ----------------- |
| 1  | Planet of Doom                                  | 10 settembre 1997 |
| 2  | Monkey Trouble                                  | 17 settembre 1997 |
| 3  | Love That Brak!                                 | 24 settembre 1997 |
| 4  | My Space Ghost the Car                          | 1º ottobre 1997   |
| 5  | The Mantis From Atlantis                        | 8 ottobre 1997    |
| 6  | The Dangerous Danger                            | 15 ottobre 1997   |
| 7  | The Night the Lights Went Out on Cartoon Planet | 22 ottobre 1997   |
| 8  | It's a Mad, Mad, Mad, Mad, Mad                  | 29 ottobre 1997   |
| 9  | The Big Mouths                                  | 5 novembre 1997   |
| 10 | Tom Foolery                                     | 12 novembre 1997  |
| 11 | Goin' Ape                                       | 19 novembre 1997  |
| 12 | Forbidden Socks                                 | 26 novembre 1997  |
| 13 | The Empire Strikes Brak                         | 3 dicembre 1997   |
| 14 | Momma!                                          | 10 dicembre 1997  |
| 15 | Space Ghost Dearest                             | 17 dicembre 1997  |
| 16 | A Life in a Day                                 | 24 dicembre 1997  |
| 17 | Where's the Beach?                              | 31 dicembre 1997  |
| 18 | Deadly Blasts of Hot Air                        | 7 gennaio 1998    |
| 19 | Toot! Toot!                                     | 14 gennaio 1998   |
| 20 | Attack of the Cute Little Pups                  | 21 gennaio 1998   |
| 21 | Those Miserables                                | 28 gennaio 1998   |
| 22 | Ratingspalooza                                  | 4 febbraio 1998   |